# Celia Lovsky
Celia Lovsky, nata Cäcilie Lvovsky (Vienna, 21 febbraio 1897 – Los Angeles, 12 ottobre 1979), è stata un'attrice austriaca.

## Biografia
Figlia del compositore cecoslovacco Brĕtislav Emil Lvovsky (1857-1910), Celia Lovsky nacque a Vienna, dove studiò recitazione e danza presso la Royal Academy of Arts and Music. Elegante e dotata di un'aristocratica bellezza, nel 1929 la Lovsky era ormai una figura preminente dei palcoscenici viennesi quando, durante una rappresentazione dell'Otello di Shakespeare, incontrò per la prima volta l'attore Peter Lorre, al quale si legò sentimentalmente e che in seguito sarebbe diventato suo marito.
Attiva in teatro sia a Vienna che a Berlino, nel 1925 apparve in due pièce surrealiste di Karl Kraus, Dream Theater e Dream Play. Dopo aver introdotto Lorre nella cerchia artistica di Kraus, l'attrice lo presentò anche al regista Fritz Lang, che stava cercando l'interprete ideale per M - Il mostro di Düsseldorf (1931). Con quel film, Lorre raggiunse grande notorietà, ma i mutamenti politici in atto in quegli anni, con l'ascesa al potere di Hitler nel 1933, spinsero la coppia a cercare rifugio a Parigi. La Lovsky e Lorre, in cerca di nuove opportunità di lavoro, si stabilirono nella capitale francese all'Hotel Ansonia, 8 Rue de Saigon, dove ritrovarono molti componenti della colonia tedesca di artisti e cineasti che stavano sfuggendo al nazismo, come Billy Wilder, Oskar Homolka, Walter Reisch e Franz Waxman.
Dopo aver soggiornato per un certo periodo a Parigi, la Lovsky e Lorre si trasferirono a Londra, dove furono ospiti di Lord Sidney Bernstein, loro vecchia conoscenza degli anni berlinesi e divenuto all'epoca proprietario di sale cinematografiche. Nella capitale britannica la coppia si sposò il 23 giugno 1934, mentre Lorre era impegnato nelle riprese del film L'uomo che sapeva troppo di Alfred Hitchcock, nel quale la Lovsky interpretò il breve ruolo non accreditato di un'aristocratica russa.
L'anno successivo la coppia si trasferì a Santa Monica (California), e a Hollywood Lorre proseguì la propria brillante carriera. In quegli anni Celia Lovsky si dedicò esclusivamente alla vita matrimoniale e mise da parte le proprie ambizioni artistiche. Il matrimonio con Lorre si concluse con il divorzio nel 1945, ma la coppia restò legata da affetto e amicizia: fino alla scomparsa di Lorre nel 1964, la Lovsky continuò a seguire da vicino la carriera dell'ex marito, promuovendone il talento e assistendolo in qualità di manager, segretaria e consulente finanziario, oltre che di confidente.
Dopo il divorzio, l'attrice riprese la carriera e apparve in numerosi ruoli non accreditati in film come Lettera da una sconosciuta (1948), Omertà (1951), Gardenia blu (1953) e Il grande caldo (1953), e parti di madre in pellicole quali La fossa dei dannati (1954), L'ultima volta che vidi Parigi (1954), Anonima delitti (1954) e La giungla della settima strada (1957). L'aspetto fisico dell'attrice, aristocratico ma al contempo esotico, le consentì ruoli inusuali, come quello di Saba, una principessa Apache, nel western Orgoglio di razza (1957), quello della madre sordomuta di Lon Chaney (James Cagney) nel biografico L'uomo dai mille volti (1957) e quello della madre di Gene Krupa (Sal Mineo) in Ritmo diabolico (1959).
Con la maturità, la Lovsky interpretò personaggi matriarcali, in particolare di dignitose donne indiane e di aristocratiche dame russe o ispaniche. Numerose furono le sue apparizioni televisive durante gli anni cinquanta, in serie come Carovane verso il West (1958), Alfred Hitchcock presenta (1959), Bonanza (1960), General Electric Theater (1957-1960).
Tra le sue interpretazioni per il grande schermo, quella dell'attrice Maria Ouspenskaya nel biografico Harlow (1964), e quello della madre vedova di Reinhard Schwimmer, una delle vittime dell'eccidio al centro del film Il massacro del giorno di San Valentino (1967). Sempre in quell'anno, l'attrice diede una delle sue interpretazioni televisive più apprezzate, quella della regale T'Pau nell'episodio Il duello della serie televisiva Star Trek. La presenza scenica della Lovsky, il suo accento esotico e il make up del suo volto, simile a quello del vulcaniano Spock (Leonard Nimoy), risultarono efficaci per rappresentare il personaggio della dignitaria vulcaniana.
All'inizio degli anni settanta la Lovsky rallentò progressivamente l'attività. La sua ultima interpretazione cinematografica risale al 1973 nel film di fantascienza 2022: i sopravvissuti, ambientato in un desolante futuro in cui lo spazio vitale e le risorse alimentari si fanno sempre più scarsi. Dall'Ente Supremo impersonato dalla Lovsky, i due protagonisti Charlton Heston ed Edward G. Robinson intuiscono la sconvolgente verità circa l'utilizzo di cadaveri umani da parte di un'industria alimentare per produrre il Soylent, un cibo sintetico che assicura la sopravvivenza della popolazione.
Celia Lovsky si ritirò definitivamente dalla scene nel 1974, dopo essere apparsa nelle serie Marcus Welby, Squadra emergenza e Le strade di San Francisco.
L'attrice, che dopo il divorzio da Peter Lorre non si era più risposata, morì a Los Angeles nel 1979, all'età di 82 anni, per cause naturali.

## Filmografia

### Cinema
- Zweimal Hochzeit, regia di Emmerich Wojtek Emo (1930)
- Der Hampelmann, regia di E.W. Emo (1930)
- La superba creola (The Foxes of Arrow), regia di John M. Stahl (1947) – non accreditata
- Lettera da una sconosciuta (Letter from an Unknown Woman), regia di Max Ophüls (1948) – non accreditata
- Il verdetto (Sealed Verdict), regia di Lewis Allen (1948)
- La fossa dei serpenti (The Snake Pit), regia di Anatole Litvak (1948) – non accreditata
- Flaming Fury, regia di George Blair (1949)
- Ultimatum a Chicago (Chicago Deadline), regia di Lewis Allen (1949) – non accreditata
- La spia del lago (Captain Carey, U.S.A.), regia di Mitchell Leisen (1950)
- Le foglie d'oro (Bright Leaf), regia di Michael Curtiz (1950) – non accreditata
- La città del terrore (The Killer That Stalked New York), regia di Earl McEvoy (1950) – non accreditata
- The Scarf, regia di Ewald André Dupont (1951)
- Solitudine (Night Into Morning), regia di Fletcher Markle (1951)
- Omertà (People Against O'Hara), regia di John Sturges (1951) – non accreditata
- Da quando sei mia (Because You're Mine), regia di Alexander Hall (1952)
- Storia di tre amori (The Story of Three Loves), regia di Vincente Minnelli e Gottfried Reinhardt (1953) – non accreditata
- Gardenia blu (The Blue Gardenia), regia di Fritz Lang (1953) – non accreditata
- Il grande incontro (Champ for a Day), regia di William A. Seiter (1953) – non accreditata
- Il grande caldo (The Big Heat), regia di Fritz Lang (1953) – non accreditata
- Rapsodia (Rhapsody), regia di Charles Vidor (1954)
- La fossa dei dannati (Make Haste to Live), regia di William A. Seiter (1954)
- Tre soldi nella fontana (Three Coins in the Fountain), regia di Jean Negulesco (1954) – non accreditata
- L'ultima volta che vidi Parigi (The Last Time I Saw Paris), regia di Richard Brooks (1954)
- Anonima delitti (New York Confidential), regia di Russell Rouse (1955)
- Orgoglio di razza (Foxfire), regia di Joseph Pevney (1955)
- Duello sul Mississippi (Duel on the Mississippi), regia di William Castle (1955)
- I dominatori di Fort Ralston (Texas Lady), regia di Tim Whelan (1955) – non accreditata
- Quando la città dorme (While the City Sleeps), regia di Fritz Lang (1956)
- Sesso debole? (The Opposite Sex), regia di David Miller (1956)
- Il diabolico avventuriero (Death of a Scoundrel), regia di Charles Martin (1956)
- Sindacato del porto (Rumble on the Docks), regia di Fred F. Sears (1956)
- La giungla della settima strada (The Garment Jungle), regia di Vincent Sherman e Robert Aldrich (1957)
- Schiava degli apaches (Trooper Hook), regia di Charles Marquis Warren (1957)
- L'uomo dai mille volti (Man of a Thousand Faces), regia di Joseph Pevney (1957)
- Crash Landing, regia di Fred F. Sears (1958)
- Il capitano dei mari del sud (Twilight for the Gods), regia di Joseph Pevney (1958)
- Io e il colonnello (Me and the Colonel), regia di Peter Glenville (1958)
- La vita di un gangster (I Mobster), regia di Roger Corman (1959)
- Ritmo diabolico (The Gene Krupa Story), regia di Don Weis (1959)
- La belva del secolo (Hitler), regia di Stuart Heisler (1962)
- Le ultime 36 ore (36 Hours), regia di George Seaton (1965)
- La più grande storia mai raccontata (The Greatest Story Ever Told), regia di George Stevens (1965) – non accreditata
- Harlow, regia di Alex Segal (1965)
- Il massacro del giorno di San Valentino (The St. Valentine's Day Massacre), regia di Roger Corman (1967)
- La forza invisibile (The Power), regia di Byron Haskin (1968)
- Airport, regia di George Seaton (1970)
- 2022: i sopravvissuti (Soylent Green), regia di Richard Fleischer (1973)

### Televisione
- Fireside Theatre – serie TV, episodio 5x08 (1952)
- Passport to Danger – serie TV, 1 episodio (1954)
- Lux Video Theatre – serie TV, episodio 4x18 (1954)
- The Lone Wolf – serie TV, episodio 1x25 (1954)
- The Adventures of Ellery Queen – serie TV, episodio 1x27 (1954)
- Studio 57 – serie TV, episodi 1x10-1x23 (1954-1955)
- Four Star Playhouse – serie TV, episodio 3x27 (1955)
- The Public Defender – serie TV, episodi 2x05-2x37 (1954-1955)
- Crusader – serie TV, episodio 1x07 (1955)
- The Star and the Story – serie TV, episodio 2x04 (1955)
- Aimee de Rivery – film TV (1955)
- Front Row Center – serie TV, episodio 2x10 (1956)
- Producers' Showcase – serie TV, episodio 2x09 (1956)
- Screen Directors Playhouse – serie TV, episodio 1x33 (1956)
- The Adventures of Jim Bowie – serie TV, episodio 1x04 (1956)
- Telephone Time – serie TV, episodi 1x13-2x22 (1956-1957)
- Schlitz Playhouse of Stars – serie TV, episodio 6x37 (1957)
- The Court of Last Resort – serie TV, episodio 1x04 (1957)
- The Lineup – serie TV, episodio 4x06 (1957)
- The Frank Sinatra Show – serie TV, 1 episodio (1957)
- Le grandi fiabe (Shirley Temple's Storybook) – serie TV, episodio 1x02 (1958)
- Carovane verso il West (Wagon Train) – serie TV, episodio 1x26 (1958)
- Have Gun - Will Travel – serie TV, episodio 2x03 (1958)
- Steve Canyon – serie TV, episodi 1x13-1x23 (1958-1959)
- Richard Diamond (Richard Diamond, Private Detective) – serie TV, episodio 3x04 (1959)
- Alfred Hitchcock presenta (Alfred Hitchcock Presents) – serie TV, episodio 4x25 (1959)
- Dragnet – serie TV, 6 episodi (1953-1959)
- Indirizzo permanente (77 Sunset Strip) – serie TV, episodio 1x27 (1959)
- The Third Man – serie TV, episodio 1x17 (1959)
- Goodyear Theatre – serie TV, episodio 3x01 (1959)
- The Millionaire – serie TV, episodi 4x03-6x01 (1957-1959)
- Alcoa Presents: One Step Beyond – serie TV, episodio 2x08 (1959)
- Tightrope – serie TV, episodio 1x19 (1960)
- Bonanza – serie TV, episodio 1x21 (1960)
- Bourbon Street Beat – serie TV, episodio 1x21 (1960)
- General Electric Theater – serie TV, episodi 6x06-8x23 (1957-1960)
- Johnny Staccato (Johnny Staccato) – serie TV, episodio 1x26 (1960)
- Mr. Lucky – serie TV, episodio 1x26 (1960)
- Playhouse 90 – serie TV, episodi 3x11-3x28-4x10-4x17 (1958-1960)
- The Texan – serie TV, episodio 2x40 (1960)
- Avventure lungo il fiume (Riverboat) – serie TV, episodio 2x03 (1960)
- June Allyson Show (The DuPont Show with June Allyson) – serie TV, episodi 1x11-2x11 (1959-1960)
- Gli intoccabili (The Untouchables) – serie TV, episodio 2x08 (1960)
- Hong Kong – serie TV, episodio 1x12 (1960)
- Michael Shayne – serie TV episodio 1x18 (1961)
- Scacco matto (Checkmate) – serie TV, episodio 1x23 (1961)
- Gunslinger – serie TV, episodio 1x11 (1961)
- Harrigan and Son – serie TV, episodio 1x31 (1961)
- The Barbara Stanwyck Show – serie TV, episodio 1x34 (1961)
- Avventure in paradiso (Adventures in Paradise) – serie TV, episodio 3x05 (1961)
- Corruptors (Target: The Corruptors) – serie TV, episodio 1x28 (1962)
- Going My Way – serie TV, episodio 1x02 (1962)
- The Dick Powell Show – serie TV, episodi 1x26-2x11 (1962)
- Alcoa Premiere – serie TV, episodio 2x21 (1963)
- L'ora di Hitchcock (The Alfred Hitchcock Hour) – serie TV, episodi 1x09-1x22 (1962-1963)
- G.E. True – serie TV, episodi 1x30-1x31 (1963)
- The New Phil Silvers Show – serie TV, episodio 1x06 (1963)
- Channing – serie TV, episodio 1x13 (1963)
- Sotto accusa (Arrest and Trial) – serie TV, episodio 1x18 (1964)
- Ai confini della realtà (The Twilight Zone) – serie TV, episodio 5x23 (1964)
- The Farmer's Daughter – serie TV, episodio 2x10 (1964)
- Insight – serie TV, 1 episodio (1965)
- Hank – serie TV, episodio 1x12 (1965)
- La grande vallata (The Big Valley) – serie TV, episodio 2x14 (1966)
- Polvere di stelle (Bob Hope Presents the Chrysler Theatre) – serie TV, episodi 3x01-4x12 (1965-1966)
- Volo 1-6 non atterrate (The Doomsday Flight), regia di William A. Graham – film TV (1966)
- I giorni di Bryan (Run for Your Life) – serie TV, episodio 2x24 (1967)
- Star Trek – serie TV, episodio 2x1 (1967)
- Garrison Commando – serie TV, episodio 1x05 (1967)
- The Flying Nun – serie TV, episodio 1x16 (1967)
- F.B.I. (The F.B.I.) – serie TV, episodi 2x13-3x14 (1966-1968)
- Dragnet – serie TV, episodio 2x28 (1968)
- Operazione ladro (It Takes a Thief) – serie TV, episodio 3x21 (1970)
- I nuovi medici (The Bold Ones: The New Doctors) – serie TV, episodio 4x08 (1972)
- Difesa a oltranza (Owen Marshall: Counselor at Law) – serie TV, episodio 2x18 (1973)
- Una famiglia americana (The Waltons) – serie TV, episodio 1x19 (1973)
- Marcus Welby (Marcus Welby, M.D.) – serie TV, episodi 1x18-6x06 (1970-1974)
- Squadra emergenza (Emergency!) – serie TV, episodio 4x06 (1974)
- Le strade di San Francisco (The Streets of San Francisco) – serie TV, episodio 3x14 (1974)

## Doppiatrici italiane
- Wanda Tettoni in Il capitano dei mari del sud; 2022: i sopravvissuti
- Teresita Fabris in Star Trek